# Кампипијани ди Сото (Виченца)
Кампипијани ди Сото је насеље у Италији у округу Виченца, региону Венето.
Према процени из 2011. у насељу је живело 38 становника. Насеље се налази на надморској висини од 347 м.